# 아이티 대통령

아이티의 국가 문장

아이티 대통령은 아이티를 통치하는 국가원수이다. 現 대통령은 공석이며, 그 이전에는 군주제를 실시하였으며, 중간에 이어지기도 하였다.

## 같이 보기
- 아이티의 총리